# Heinrich Dolle

Friedrich Wilhelm Heinrich Dolle (* 19. Januar 1876 in Dortmund-Oespel; † 17. Dezember 1951 in Kleinenberg) war ein völkischer Wanderredner, der für unterschiedliche rechtsextreme Gruppierungen agitierte.

## Kindheit, Jugend und Beruf
Heinrich Dolle wurde in Dortmund-Oespel als jüngstes Kind in eine siebenköpfige Bergarbeiterfamilie geboren. Er wurde in der evangelischen Kirche getauft und wuchs in ärmlichen Verhältnissen auf. Sein Vater arbeitete als Bergmann, die Mutter als Weißnäherin. Nach dem Tod der Eltern wuchs Dolle als „Gemeinde-Ziehkind“ bei Pflegeeltern auf und besuchte für acht Jahre die Volksschule. Nach Schulentlassung im April 1890 folgte eine dreieinhalbjährige Bäckerlehre. Dolle absolvierte zwischen 1898 und 1900 in Bonn seinen Militärdienst, aus dem er aufgrund einer Dienstbeschädigung als erwerbsunfähig entlassen wurde. Er schlug sich zunächst mit Gelegenheitsarbeiten durch, arbeitete sich dann im Thyssen-Stammwerk, der Gewerkschaft Deutscher Kaiser, vom einfachen Bergmann zum Bürovorsteher hoch. Von 1912 bis 1919 leitete Dolle die „Kreisberatungsstelle für Kleintierzucht und verwandte Angelegenheiten“ im Kreis Moers. 1901 hatte Dolle die Ladengehilfin Katharina Kaltenhäuser (1876–1955) geheiratet; aus der Ehe gingen acht Kinder hervor.
Im Oktober 1919 erwarb Dolle in Kleinenberg bei Lichtenau für sich und seine Familie ein Stück Ödland und begründete hier die „Erste Deutsche Siedlung Heilgrund“. Der Siedlungsgedanke war der zentrale Dreh- und Angelpunkt in seiner Vorstellungswelt. Kurz darauf kündigte Dolle seine Stellung in Moers und begann seine „Karriere“ als Wanderredner. Die ökonomische Situation Dolles blieb stets prekär. Die Einkünfte aus der Rednertätigkeit und die Erträge der Siedlerstelle reichten kaum aus, um den Lebensunterhalt der achtköpfigen Familie zu bestreiten.

## Politische Sozialisation
In den 1890er-Jahren schloss sich Heinrich Dolle zunächst der SPD an. Nach 1903 löste er sich von der Sozialdemokratie und fand Anschluss an den Deutschnationalen Handlungsgehilfenverband. Ein Engagement in der pietistischen Evangelischen Gemeinde in Duisburg blieb Intermezzo, rasch wandelte sich Dolle zu einem entschiedenen Gegner des Christentums. Bereits vor dem Ersten Weltkrieg rezipierte Dolle die Theorien der Bodenreformer Adolf Damaschke (1865–1935) und Silvio Gesell (1862–1930), dessen Freiwirtschaftslehre das Koordinatensystem seiner späteren Aktivitäten bilden sollte. Dolle bediente sich aber auch bei dezidiert völkischen Ideologieproduzenten, etwa in der Person des Soester Brotfabrikanten Gustav Simons (1861–1914), bei dem sich Lebens-, Boden- und Geldreform mischten. Im Oktober 1919 trat Dolle dem „Deutschen Freiland-Freigeld-Bund“ bei, wobei er sich auf den völkischen Flügel der inzwischen politisch zersplitterten Freiwirtschaftsbewegung um Ernst Hunkel (1885–1936) und die Freiland-Freigeld-Siedlung Donnershag bei Sontra orientierte.
Ab Ende 1918 fand Dolle mit seinen Äußerungen in der rechtsradikalen Szene Beachtung und kam in Kontakt mit Konstantin von Gebsattel (1854–1932) vom „Alldeutschen Verband“ und Alfred Roth (1879–1948) vom „Reichshammerbund“.

## Vom Deutschvölkischen Schutz- und Trutzbund zur NSDAP
Ende 1919 begann Dolles Karriere als Wanderredner zunächst am Niederrhein, nach der Verlegung des Lebensmittelpunktes dann in Westfalen. Seine ersten Vorträge drehten sich anfangs in der Hauptsache um „geldreformerische“ Themen, die er mit einer extremen antisemitischen Hetze verband. Die Wandlung zum rabiaten Antisemiten hatte sich schon seit geraumer Zeit abgezeichnet. Durch die Vermittlung von Alfred Roth sprach Dolle ab November 1920 als bezahlter Redner auf „Werbeversammlungen“ des „Deutschvölkischen Schutz- und Trutzbundes“ (DVSTB). Er unternahm ausgedehnte Vortragsreisen nach Norddeutschland, Thüringen, Lippe, Westfalen und ins Rheinland. Dolle unterhielt aber nicht nur Beziehungen zum DVSTB, sondern auch zur „Deutschsozialistischen Partei“ um Alfred Brunner (1871–1936) und Julius Streicher (1885–1946) und zur „Deutschsozialen Partei“ um Richard Kunze (1872–1945). Ab Anfang 1920 stand Dolle zudem in enger Tuchfühlung mit Bruno Tanzmann (1878–1939), einem ebenso rührigen wie unzuverlässigen völkischen Verleger und Publizisten. Zu erwähnen ist schließlich noch der Kontakt zu Karl Strünckmann (1872–1953), einem einflussreichen völkisch-lebensreformerischen „Systembauer“ und Verbindungsmann zu den „Inflationsheiligen“ der Weimarer Zeit. Einige der sogenannten „Inflationsheiligen“ waren Dolle persönlich bekannt, zum Beispiel Max Schulze-Sölde (1887–1967) und Friedrich Muck-Lamberty (1891–1984).
Anfang 1922 begann sich Dolles Verhältnis zum DVSTB abzukühlen. Durch Vermittlung von Dietrich Eckart (1868–1923) kam er in Kontakt zur NSDAP. Anfang November 1922 hielt der Agitator aus dem Westfälischen seinen ersten politischen Vortrag in München. Am 13. Dezember folgte eine weitere Massenkundgebung, auf der Dolle neben Julius Streicher, Hermann Esser, Anton Drechsler und Adolf Hitler sprach. Und auch auf dem ersten NSDAP-Parteitag am 27. Januar 1923 in München stand Dolle neben der Parteiprominenz auf der Rednerliste. Nach dem gescheiterten Hitler-Ludendorff-Putsch arbeitete Dolle von Kleinenberg aus weiter für die illegale NSDAP. Im Frühjahr 1924 trat Dolle bei der Reichstagswahl als Spitzenkandidat für den „Völkisch-Sozialen Block“ in den Wahlkreisen Westfalen-Süd, Westfalen-Nord, Düsseldorf-West und Düsseldorf-Ost als Spitzenkandidat an. Auch in den folgenden Monaten war er unermüdlich bei politischen Kundgebungen im Einsatz.
Im Herbst 1924 war Dolle in näheren Kontakt zu Otto Dickel (1880–1944) in Augsburg gekommen. Dickel – Nationalsozialist der ersten Stunde – hatte sich von der NSDAP getrennt und im März 1921 die „Deutsche Werkgemeinschaft“ (DWG) sowie eine Siedlung namens „Dickelmoor“ gegründet. Auf Initiative von Dickel besuchte Dolle am 9. Dezember 1924 Hitler im Landsberger Gefängnis. Auch bei einem zweiten Treffen mit dem am 20. Dezember vorzeitig aus der Haft Entlassenen im Januar 1925 in dessen Münchener Wohnung ist es vermutlich darum gegangen, eine Aussöhnung herbeizuführen. Dolles Einsatz für Dickel und die DWG führte Anfang 1926 schließlich zur Trennung von der NSDAP.

## Vom Tannenbergbund ins politische Abseits
Aufgrund einer Reihe zeitaufwendiger und vor allem kostspieliger Gerichtsverfahren hat sich Dolle dann zeitweilig politisch zurückgehalten und sich auf Werbevorträge für die „Deutsche Bau- und Siedlungsgenossenschaft eGmbH“ und die „Deutsche Heimstätte“ konzentriert. Ab Oktober 1928 war er wieder als bezahlter Wanderredner unterwegs, und zwar für den „Tannenbergbund“ (TB), einem im September 1925 gebildeten Zusammenschluss verschiedener rechtsextremer Splittergruppen unter der Schirmherrschaft von Erich Ludendorff (1865–1937). Aber auch hier bekam der eigensinnige Agitator bald Probleme. Am 12. Dezember 1929 wies Ludendorff die TB-Landesleitungen an, den westfälischen Wanderredner nicht mehr einzusetzen. Zwei Monate später, am 11. Februar 1930, unternahm Dolle in München einen letzten vergeblichen Versuch unternahm, Ludendorff persönlich zu sprechen.
Dolle ließ sich durch den Rauswurf beim TB keineswegs entmutigen, wenn auch die Gruppierungen, zu denen er Zugang fand, immer winziger und unbedeutender wurden. Im Nachlass finden sich Hinweise auf Kontakte zu allerlei Kleinstorganisationen, über die wenig oder gar nichts bekannt ist. Auch eine Kontaktaufnahme zu schleswig-holsteinischen Landvolkbewegung, namentlich zu Wilhelm Hamkens (1896–1955) blieb erfolglos. Vor dem Hintergrund der Weltwirtschaftskrise hatten in Anknüpfung an Silvio Gesell kleinräumige Tausch- und Verrechnungsgemeinschaften Konjunktur. Unermüdlich begann sich Dolle für Leistungstausch und Rechenwirtschaft einzusetzen. Anfang 1932 machte er sich das Hansakanalprojekt zu eigen; Dolle wollte „nutzlos“ brachliegendes Land in der Emsregion kultivieren und entlang des Kanals Gartensiedlungen errichten.
Die Machtübernahme durch die Nationalsozialisten im Januar 1933 dürfte Dolle durchaus mit gemischten Gefühlen erlebt haben. Auf der einen Seite konnte er seine verschiedenen Aktivitäten zunächst nahezu uneingeschränkt fortführen. Als alter Vorkämpfer des Nationalsozialismus wurde Dolle vielfach von Parteiorganisationen zu Vorträgen eingeladen. Auf der anderen Seite erkannte Dolle rasch, dass seine wichtigsten Anliegen „Siedlung“ und „Leistungstausch“ den neuen Machthabern nicht genehm waren. Dieser Skepsis entgegen steht Dolles Bemühen, die alten Bekanntschaften zu einigen NS-Größen reaktivierend, sich bereits im Frühjahr 1933 dem neuen Regime anzudienen. Der Erfolg dieser Bemühungen war insgesamt eher kümmerlich. Teilweise hatten seine Initiativen querulantische Züge. Auf Anordnung von Gauleiter Alfred Meyer (1891–1945) wurde gegen Dolle bereits im Februar 1934 ein Redeverbot erlassen. Im November 1937 wurde er vom Arbeitsamt dem Fliegerhorst Paderborn-Mönkeloh zugewiesen, wo er zunächst als Angestellter in die Lohnstelle, ab dem 22. Februar 1938 außerdem als DAF-Organisationswalter abkommandiert wurde. Ob seiner wirtschaftlich äußerst schwierigen Situation hatte sich Dolle Ende 1937 bei der NSDAP um einen Ehrensold bemüht. Obwohl die verschiedenen eingeschalteten Parteidienststellen letztlich keine Bedenken gegen eine solche Zahlung hatten, verlief die Angelegenheit offenbar im Sande. Am 10. November 1939 beantragte Dolle die Aufnahme in die NSDAP und wurde zum 1. März 1940 aufgenommen (Mitgliedsnummer 7.514.315).
Die letzten Lebensjahre Dolles waren getrübt von gesundheitlichen Einschränkungen. Zum 31. Mai 1944 wurde der inzwischen 68-jährige schließlich als dienstunfähig entlassen. Nach Kriegsende ist er politisch nicht mehr hervorgetreten. Die alten Kontakte waren nahezu vollständig weggebrochen. Sein Beziehungsnetzwerk hatte sich schon seit Mitte der 1930er-Jahre aufgelöst. Die wenigen erhaltenen schriftlichen Äußerungen aus der Nachkriegszeit legen den Verdacht nahe, dass er seine Gedankenwelt nach der durch den Nationalsozialismus verursachten Katastrophe keineswegs revidiert hatte und alten Denkmustern verhaftet blieb. Am 17. Dezember 1951 ist Heinrich Dolle in seiner Wahlheimat Kleinenberg im Alter von 75 Jahren an Altersschwäche gestorben.

## Nachlass im Stadt- und Kreisarchiv Paderborn
Der Nachlass von Heinrich Dolle gelangte in mehreren Abgaben zwischen 2001 und 2007 ins Stadt- und Kreisarchiv Paderborn. Der 12 Archivkartons und mehrere Fotoalben umfassende Bestand ist grob verzeichnet und für wissenschaftliche Forschung zugänglich.

## Veröffentlichungen (Auswahl)
- Die Beseitigung des arbeitslosen Einkommens. Die künftige Wirtschaft (Wertschafft). In: Deutsches Ideal (1. und 2. Auflage).  Mörs: Gerh. Pannen (Druck), o. J. [1919?]. (40 S.)
- Aus Not zu Brot! Aus Mißgeschick zu Lebensglück!. Kleinenberg: Selbstverlag 1920. (292 S.)
- Richte für den Wirtschaftsbund. O.O. [Soest], 1922. (24 S.)
- Rettende Wege! Grund und Richte der Heilen (Flugblatt Nr. 2 des Völkisch-Sozialen Blocks, Gau Vogtland). Plauen o. J. [1924]. (12 S.)
- Vor großen Katastrophen. Ein Weck- und Mahnruf an die Menschen der ehrlichen Arbeit (Selbsthilfeschrift 1; 1.–4. Auflage). Wittingen: Niedersächsisch-Altmärkische Verlagsgesellschaft (Druck), 1930. (16 S.)
- Rettende Wege (Selbsthilfeschrift 2). Wittingen: Niedersächsisch-Altmärkische Verlagsgesellschaft (Druck) 1930. (16 S.)
- Rettende Taten aus Arbeitslosigkeit und Wirtschaftsnot (Selbsthilfeschrift 3; 1. und 2. Auflage). Moers: J. Vogelsang (Druck), 1932. (16 S.)
- Deutsche Ordnung. Arbeit und gerechten Lohn für alle (Selbsthilfeschrift 4). Bramsche: Brauer´s Buchdruckerei (Druck) o. J. (8 S.)
- Dä Buren-Jugend vam Hellweg. Paderborn: Gutenberghaus o. J. (1934). (4 S.)
- Weltfreimaurerei und Judentum. 1. Auflage: Paderborn: Gutenberghaus o. J. (1933). (33 S.); 2. Auflage: Nordenham a.d.W.: Arthur Drees (Druck) 1934. (24 S.)